# Nils Cronholm

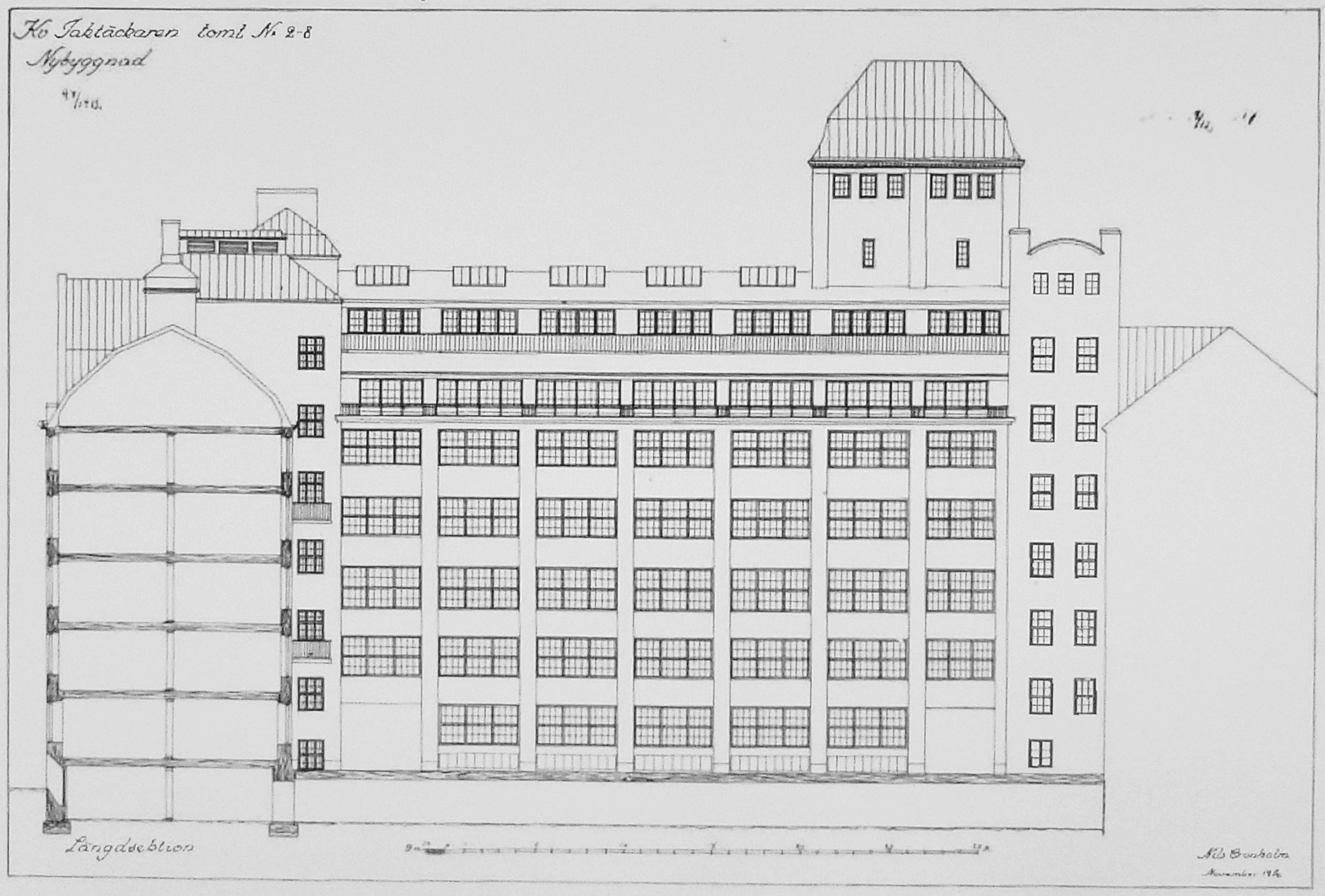
Ritning för LM Ericsson.

Nils Kristian Fredrik Cronholm, född 15 augusti 1882 i Stockholm, död där 18 mars 1919, var en svensk byggnadsingenjör.
Cronholm var son till grosshandlaren Kristian Cronholm och Eva Katarina Beckman. Han studerade vid Byggnadsyrkesskolan vid Tekniska skolan 1899–1902. Han startade därefter eget ritkontor och står bland annat bakom industribyggnader för LM Ericssons fabriker vid Tulegatan i Stockholm (1913) och Alfort & Cronholms färgfabriker vid Saltmätargatan i samma stad (1916). Det senare bolaget leddes av hans svåger John Alfort. Han uppgjorde även ritningar för några av John A. Bergendahl biografer, såsom Birger Jarl i Spårvägsparken (1911) och, tillsammans med Knut Nordenskjöld, Stora Teatern vid Götgatan (1915). Han var under flera år föreståndare för Rörstrands Porslinsfabriks kakelutställning.
Nils Cronholm dog i spanska sjukan.